# Saint-Chamond
Saint-Chamond è un comune francese di 36 545 abitanti situato nel dipartimento della Loira della regione dell'Alvernia-Rodano-Alpi.

## Società

### Evoluzione demografica
Abitanti censiti

## Amministrazione

### Gemellaggi
- Grevenbroich, Germania
- Sant Adrià de Besòs, Spagna